# 弗因港

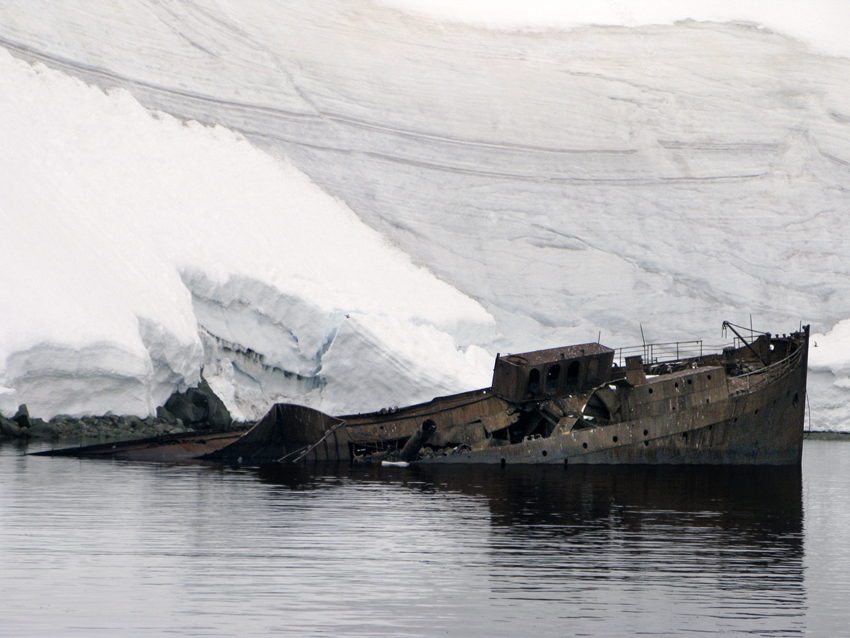

弗因港（英語：Foyn Harbor），是南極洲的海港，位於葛拉漢地西岸的丹科海岸，處於南森島和企業島之間的威爾米納灣，現時由南極條約體系管理。